# ゾフィー・フォン・ザクセン (1845-1867)
ゾフィー・フォン・ザクセン（Sophie von Sachsen, 1845年3月15日 - 1867年3月9日）は、ドイツのザクセン王ヨハンとその妃でバイエルン王マクシミリアン1世の娘であるアマーリエ・アウグステの間の六女、末娘。全名はゾフィー・マリア・フリーデリケ・アウグステ・レオポルディーネ・アレクサンドリーネ・エルネスティーネ・アルベルティーネ・エリーザベト（Sophie Maria Friederike Auguste Leopoldine Alexandrine Ernestine Albertine Elisabeth von Sachsen）。

## 生涯
ゾフィーは1865年2月11日、ドレスデンにおいて母方の従兄に当たるバイエルン公カール・テオドールと結婚した。夫妻の間には一人娘のアマーリエ（1865年 - 1912年）が産まれたが、ゾフィーはこの出産が原因で呼吸器系を患い、ひどく健康を害した。病気を何とか克服したのも束の間、インフルエンザに罹って21歳で急死し、テーゲルンゼー修道院に葬られた。